# Znameanka, Volodarsk-Volînskîi
Znameanka (în ucraineană Знам`янка) este un sat în comuna Rîjanî din raionul Volodarsk-Volînskîi, regiunea Jîtomîr, Ucraina.

## Demografie
Componența lingvistică a localității Znameanka
     Ucraineană (100%)
Conform recensământului din 2001, toată populația localității Znameanka era vorbitoare de ucraineană (100%).